# Draba kongboiana
Draba kongboiana là một loài thực vật có hoa trong họ Cải. Loài này được Al-Shehbaz mô tả khoa học đầu tiên năm 2002.